# 加比·灿格
加比·灿格（德語：Gabi Zange，1961年6月1日—），德国女子速度滑冰运动员。她曾代表东德参加1984年和1988年冬季奥林匹克运动会速度滑冰比赛，获得三枚铜牌。